# Yang Jin
Yang Jin (en xinès simplificat: 杨晋; en xinès tradicional: 楊晉; en pinyin: Yáng Jìn), també conegut com a Zi He i Xi Ting, fou un pintor xinès que va viure sota la dinastia Qing. Va néixer el 1644 i va morir el 1728. Originari de Changshu, província de Jiangsu. L'estil de Yang es va inspirar en el de Wang Hui. Les seves obres solen ser meticuloses i exquisides. Entre les seves obres destaquen Paisatge després d'una idea poètica de Wang Wei i Bambús i Roca a la manera de Guan Daosheng.